# آروبا در المپیک
آروبا نخستین بار در سال ۱۹۸۸ در بازی‌های المپیک شرکت کرد و از آن زمان تاکنون در هر بازی المپیک تابستانی شرکت کرده است. آروبا هنوز نتوانسته هیچ مدالی را در المپیک کسب کند.
میان سال‌های ۱۹۵۲ تا ۱۹۸۴، ورزشکاران آروبان به عنوان بخشی از آنتیل هلند به رقابت می‌پرداختند و تحت همین عنوان در المپیک شرکت می‌کردند. این ترتیب زمانی تغییر کرد که آروبا در سال ۱۹۸۶ به یک نهاد جداگانه ("سرزمین") پادشاهی هلند تبدیل شد. کمیته المپیک آروبان در سال ۱۹۸۵ تشکیل و در سال ۱۹۸۶ به رسمیت شناخته شد. از ژانویه ۲۰۲۱، آروبا در هیچ المپیک زمستانی شرکت نکرده بود.

## مشارکت

### جدول زمانی مشارکت
| تاریخ     | تیم        | تیم                                                               | تیم              |
| --------- | ---------- | ----------------------------------------------------------------- | ---------------- |
| ۱۹۰۰-۱۹۴۸ | هلند (NED) |                                                                   |                  |
| ۱۹۵۲-۱۹۸۴ | هلند (NED) | آنتیل هلند (AHO)                                                  | آنتیل هلند (AHO) |
| ۱۹۸۸-۲۰۰۸ | هلند (NED) | آنتیل هلند (AHO)                                                  | آروبا (ARU)      |
| ۲۰۱۲      | هلند (NED) | بعنوان بخشی از هلند' هلند / · ورزشکاران مستقل المپیک (IOA) (2012) | آروبا (ARU)      |
| ۲۰۱۴ –    | هلند (NED) | هلند (NED)                                                        | آروبا (ARU)      |

## جداول مدال

### مدال‌های بازی‌های تابستانی
| دوره      | ورزش‌ها                            | طلا                               | نقره                              | برنز                              | کل                                | رتبه                              |
| ۱۹۵۲–۱۹۸۴ | به عنوان بخشی از آنتیل هلند (AHO) | به عنوان بخشی از آنتیل هلند (AHO) | به عنوان بخشی از آنتیل هلند (AHO) | به عنوان بخشی از آنتیل هلند (AHO) | به عنوان بخشی از آنتیل هلند (AHO) | به عنوان بخشی از آنتیل هلند (AHO) |
| ۱۹۸۸      | ۸                                 | ۰                                 | ۰                                 | ۰                                 | ۰                                 | –                                 |
| ۱۹۹۲      | ۵                                 | ۰                                 | ۰                                 | ۰                                 | ۰                                 | –                                 |
| ۱۹۹۶      | ۳                                 | ۰                                 | ۰                                 | ۰                                 | ۰                                 | –                                 |
| ۲۰۰۰      | ۴                                 | ۰                                 | ۰                                 | ۰                                 | ۰                                 | –                                 |
| ۲۰۰۴      | ۴                                 | ۰                                 | ۰                                 | ۰                                 | ۰                                 | –                                 |
| ۲۰۰۸      | ۲                                 | ۰                                 | ۰                                 | ۰                                 | ۰                                 | –                                 |
| ۲۰۱۲      | ۴                                 | ۰                                 | ۰                                 | ۰                                 | ۰                                 | –                                 |
| ۲۰۱۶      | ۷                                 | ۰                                 | ۰                                 | ۰                                 | ۰                                 | –                                 |
| ۲۰۲۰      | ۳                                 | ۰                                 | ۰                                 | ۰                                 | ۰                                 | –                                 |
| ۲۰۲۴      | future event                      |                                   |                                   |                                   |                                   |                                   |
| ۲۰۲۸      | future event                      |                                   |                                   |                                   |                                   |                                   |
| ۲۰۳۲      | future event                      |                                   |                                   |                                   |                                   |                                   |
| مجموع     | مجموع                             | ۰                                 | ۰                                 | ۰                                 | ۰                                 | –                                 |

## پرچمداران
| بازی‌ها | ورزشکار                     | ورزش         |
| ------ | --------------------------- | ------------ |
| ۱۹۸۸   | بیتو مادورو                 | جودو         |
| ۱۹۹۲   | لوسین دیرکس                 | دوچرخه سواري |
| ۱۹۹۶   | جونیور فارو                 | وزنه برداری  |
| ۲۰۰۰   | ریچارد رودریگز              | دو و میدانی  |
| ۲۰۰۴   | روزندرا ورولییک             | شنا          |
| ۲۰۰۸   | فیدرد ویس                   | جودو         |
| ۲۰۱۲   | جمال لو گراند               | شنا كردن     |
| ۲۰۱۶   | نیکول ون درولدن             | قایقرانی     |
| ۲۰۲۰   | آلیسون پونسون و میکل شرودرز | شنا          |